# Heilige Trap (Bonn)
De Heilige Trap (Duits: Heilige Stiege) op de Kruisberg in het stadsdeel Endenich van de Duitse stad Bonn is een bedevaartsplek en behoort tot het complex van de zich aldaar bevindende Kruisbergkerk.

## Geschiedenis
In 1751 wijdde de Keuler keurvorst Clemens August van Beieren de op zijn initiatief gestichte Heilige Trap. Het was het laatste werk van Balthasar Neumann in het Keurvorstendom Keulen.

## Betekenis

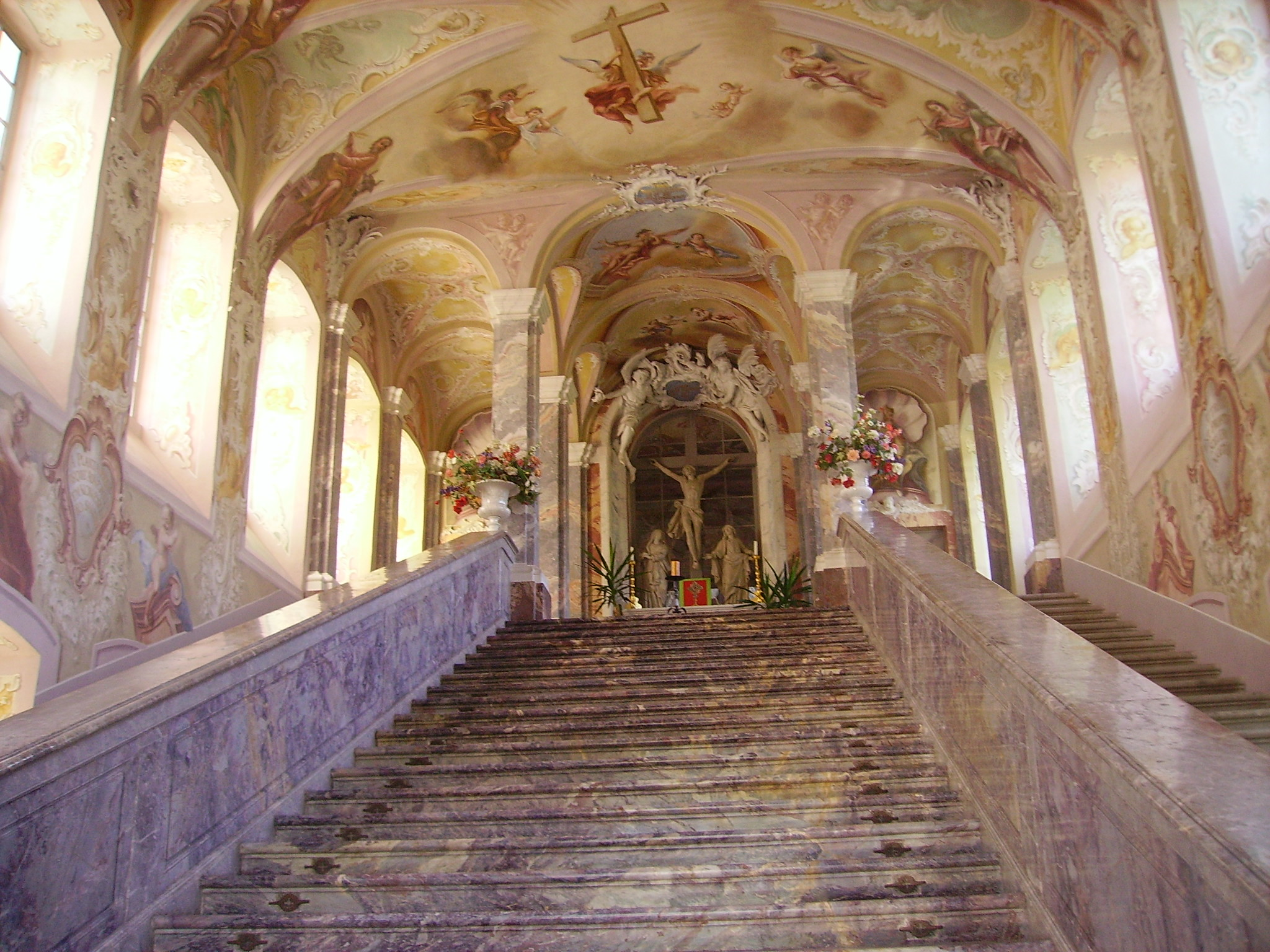
Heilige Trap

De Heilige Trap is gebouwd naar het voorbeeld van de Scala Santa in Rome, waarvan wordt verondersteld dat het afkomstig is van het paleis van Pontius Pilatus. Deze trap zou Jezus voor Zijn veroordeling hebben beklommen en rond het jaar 326 naar Rome zijn gebracht. Sindsdien beklimmen pelgrims elk jaar op Goede Vrijdag en Stille Zaterdag op knieën de in totaal 28 treden tellende trap, tot men het altaar met Jezus als Verlosser aan het kruis bereikt.

## Beschrijving
Boven de ingang van het gebouw, dat het huis van Pontius Pilatus moet voorstellen, wordt een gebeeldhouwde voorstelling gegeven van Ecce Homo. Op het balkon staan de beelden van de gegeselde Christus, aan de ene zijde geflankeerd door Pontius Pilatus die Hem aan het Joodse volk toont en aan de andere zijde geflankeerd door een soldaat. Net als de Heilige Trap in Rome heeft ook de Bonner trap 28 treden die alleen op knieën mag worden beklommen. De wanden van de trap zijn beschilderd door Johann Adam Schöpf met voorstellingen uit de Lijdensgeschiedenis. Kleine kruisen van messing op de tweede, elfde en twintigste trede markeren de plaatsen waar het Heilig bloed van Christus zou zijn gevallen.

## Bezichtiging
De Heilige Trap is geopend op Goede Vrijdag, Stille Zaterdag en op 14 september, op het feest van de Kruisverheffing. Van buiten is het gebouw het gehele jaar door te bezichtigen.

## Afbeeldingen

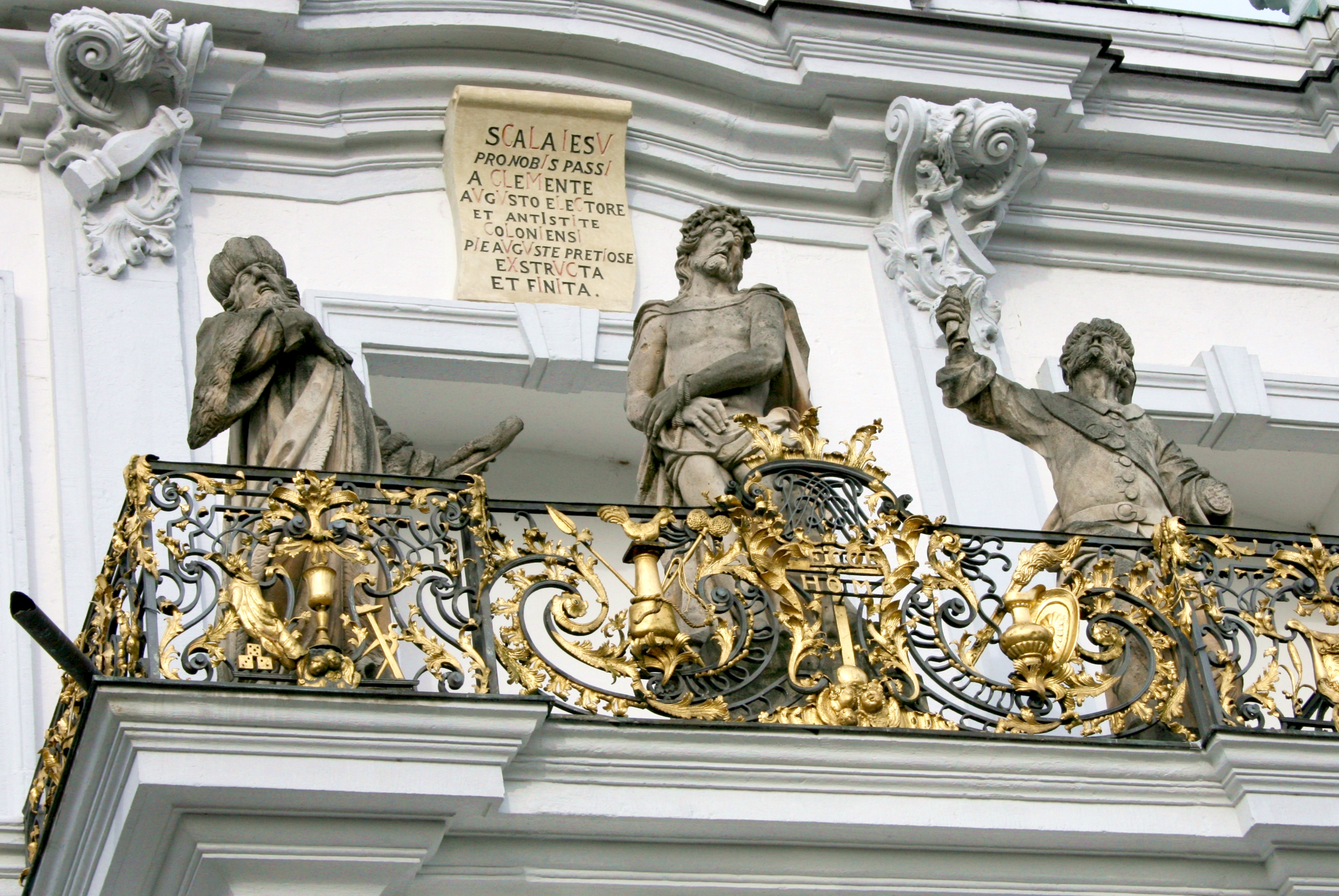
Voorstelling van de veroordeling van Christus
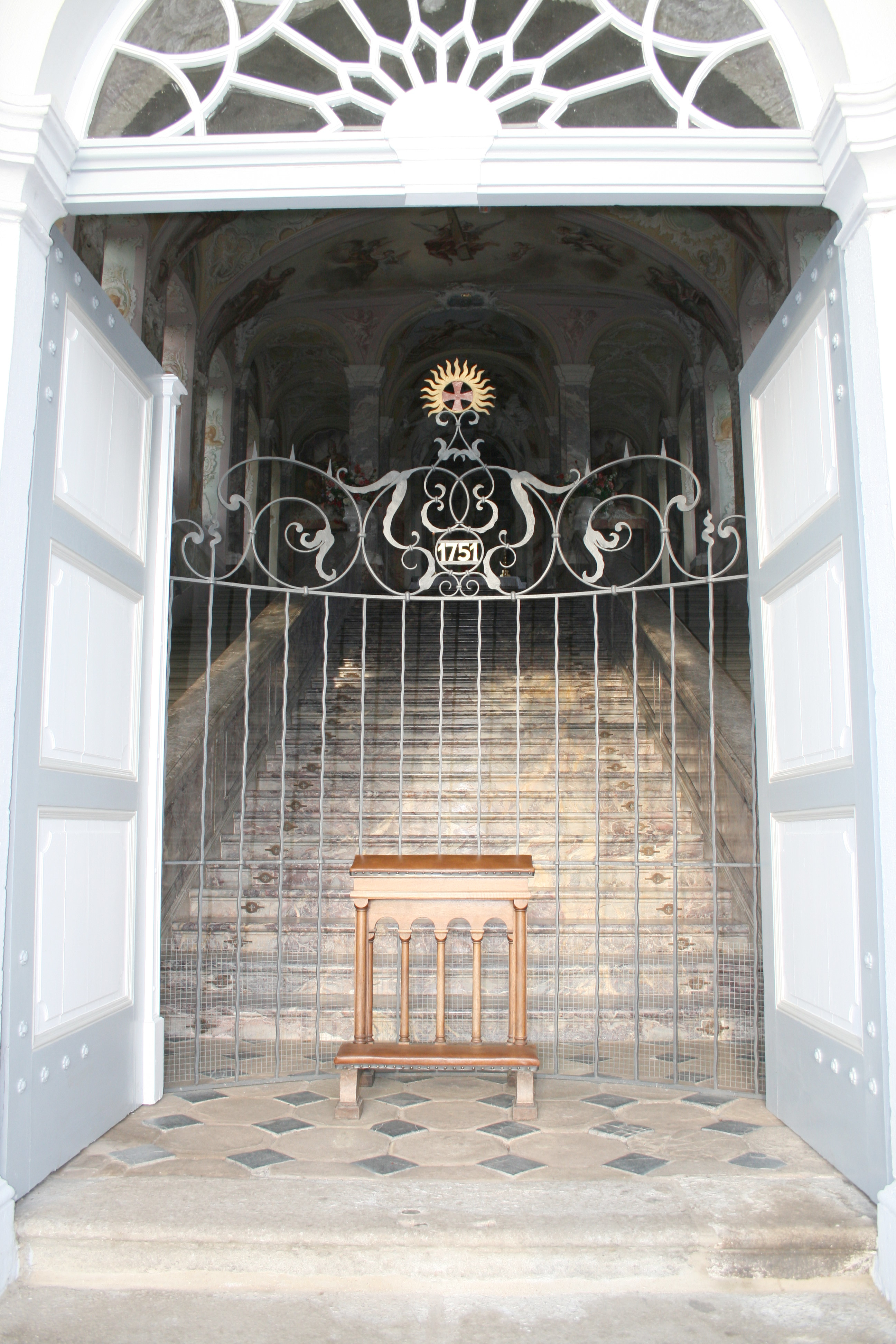
Ingang
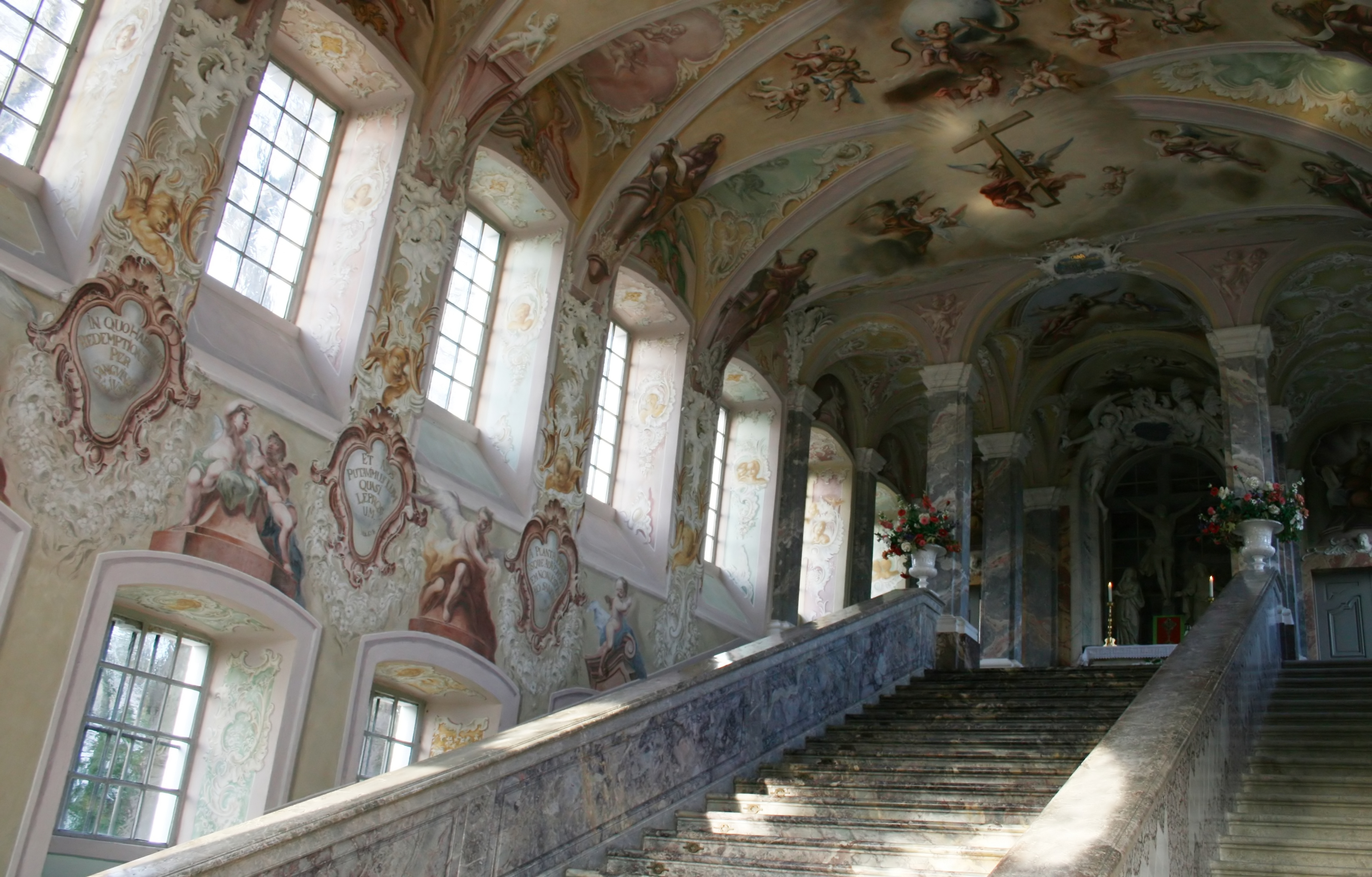
De Heilige Trap
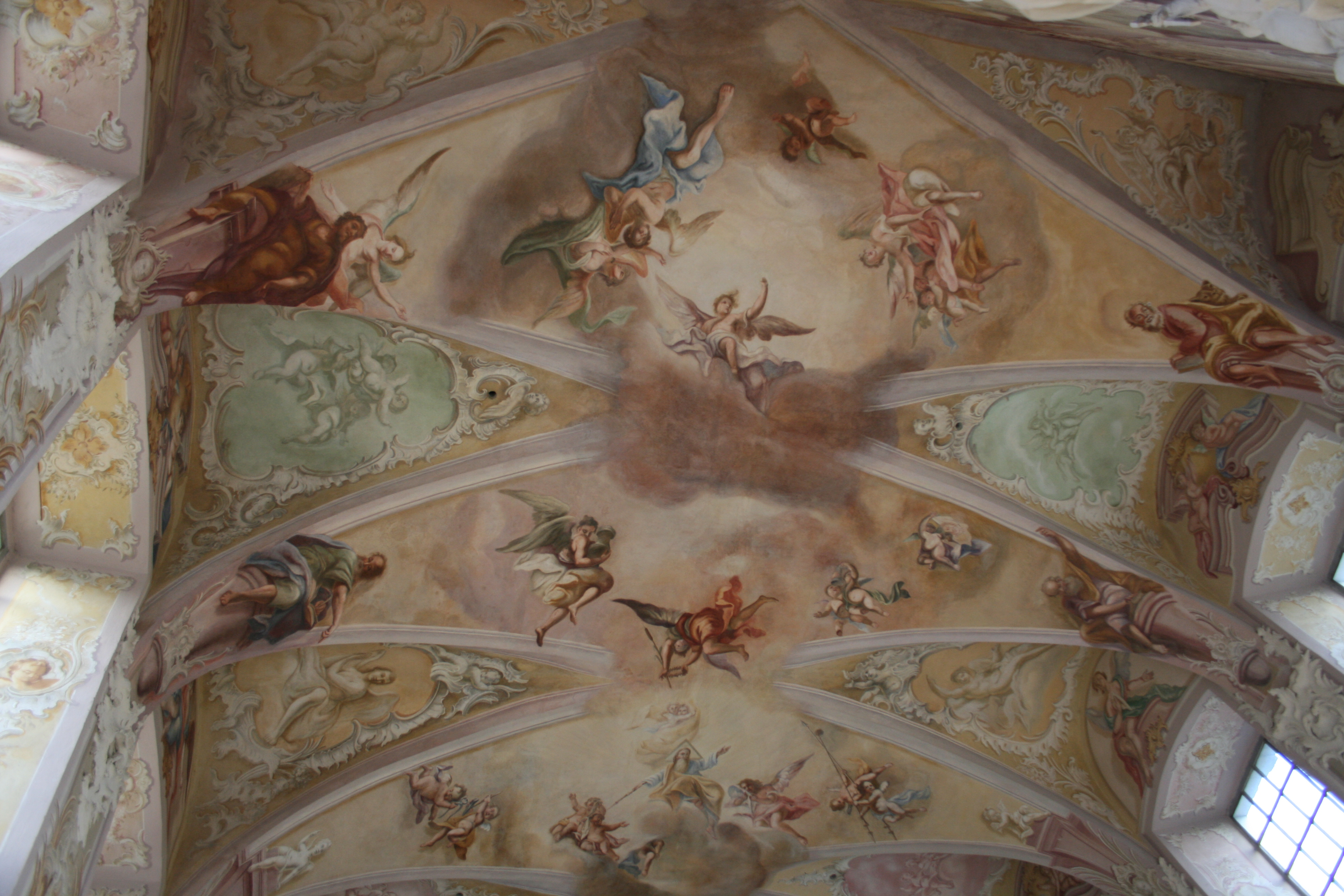
Gewelven